# Fitomenadiona
Fitomenadiona, filoquinona ou vitamina K1 é um cetona policíclica aromática, com base em 2-metil-1,4-naftoquinona, com um substituinte 3-fitil.
É uma vitamina solúvel em gordura que é estável ao ar e à umidade, mas decompõe-se na luz solar. Ela é encontrada naturalmente em uma grande variedade de plantas verdes.